# حجل قرمزي الرأس
حجل قرمزي الرأس أو حجل ذو رأس قرمزي (الاسم العلمي: Haematortyx sanguiniceps)، طائر من فصيلة التدرجية. يستوطن جزيرة بورنيو. موائله الطبيعية هي غابات الأراضي المنخفضة الرطبة شبه الاستوائية أو الاستوائية والغابات الجبلية الرطبة شبه الاستوائية أو الاستوائية.